# Хамилтън (Вашингтон)
Вижте пояснителната страница за други значения на Хамилтън.
Хамилтън (на английски: Hamilton) е град в окръг Скаджит, щата Вашингтон, САЩ. Хамилтън е с население от 301 жители (2010 г.) и обща площ от 2,93 km². Намира се на 29 m надморска височина. ЗИП кодът му е 98255, а телефонният му код е 360.
Градът е основан през 1877 г. от Уилям Хамилтън и по-късно е наречен на него, когато е учреден официално на 19 март 1891 г.